# Homunkulieschen
Homunkulieschen ist eine deutsche Filmparodie in zwei Akten von 1916. Der Film, sowie seine Fortsetzung Homunkulieschen wird Filmdiva aus demselben Jahr, ist eine Parodie auf die im selben Jahr erschienene Filmreihe Homunculus.

## Handlung
Die Ärztin Girlande Klagenfurt will einen künstlichen Menschen herstellen, der intelligent ist, aber auch Emotionen haben kann. Als Dozentin widmet sie sich mit besonderer Begeisterung den Vorlesungen zum Homunkulus, die immer besonders gut besucht sind. In einer ihrer Vorlesungen eröffnet sie den anwesenden Studenten, dass aufgrund ihrer erfolgreichen Forschungen in 14 Stunden ein künstlicher Mensch geboren werden wird. Ihrer Famula Euphemia wird die Maschine erklärt, die das Homunkulus-Ei ausbrütet. Euphemia jedoch ist neugierig und will das Homunkulus-Ei genauer betrachten. Dabei fällt es ihr zu Boden und zerbricht. In ihrer Not begibt sie sich zu ihrem Cousin, dem Obsthändler Knötschke, dessen Frau gerade Zwillinge auf die Welt gebracht hat. Da die beiden bereits acht weitere Kinder haben, gibt ihr Onkel ihr eines der beiden Kinder, das Neugeborene Lieschen. Euphemia stellt schließlich Lieschen als den neugeborenen Homunkulus vor. Girlande Klagenfurt triumphiert.
Erst 16 Jahre später kommt alles ans Licht. Lieschen hat in der Vergangenheit unter ihrem Leben gelitten, hatte sich in den jungen Karl verliebt und versucht, aus ihrer Gefangenschaft bei Girlande Klagenfurt zu fliehen. Obsthändler Knötschke, der reich geworden ist und das weggegebene Lieschen nie vergessen hat, erscheint bei Euphemia und kann Lieschens wahre Identität aufdecken. Nun steht auch einer Heirat von Lieschen und Karl nichts mehr im Weg.

## Hintergrund
Der Film hat eine Länge von rund 840 Metern. Produktionsfirma war die Firma des Christoph Mülleneisen Berlin-Charlottenburg/Köln. Die Polizei Berlin belegte ihn im Oktober 1916 mit einem Jugendverbot (Nr. 39902).
Die Uraufführung fand am 3. November 1916 im Tauentzienpalast statt.